# Drużynowe mistrzostwa świata w chodzie sportowym
Drużynowe mistrzostwa świata w chodzie sportowym – zawody lekkoatletyczne w chodzie sportowym rozgrywane w interwale dwuletnim począwszy od 2016 roku. Impreza zastąpiła w kalendarzu lekkoatletycznym puchar świata w chodzie sportowym.
Decyzję o stworzeniu nowych zawodów w chodzie sportowym Rada Międzynarodowego Stowarzyszenia Federacji Lekkoatletycznych podjęła latem 2014, na wniosek Komitetu Chodu Sportowego IAAF. Ostateczne głosowanie nad zmianą formatu imprezy i przyjęciem nowej nazwy miało miejsce 21 listopada 2014.

## Edycje
| Edycja | Gospodarz | Data        | Źródła      |
| ------ | --------- | ----------- | ----------- |
| 2016   | Rzym      | 7–8 maja    | [ 3 ]       |
| 2018   | Taicang   | 5–6 maja    | [ 4 ]       |
| 2020   | Mińsk     | 2–3 maja    | [ 5 ] [ 6 ] |
| 2022   | Maskat    | 4–5 marca   | [ 7 ] [ 6 ] |
| 2024   | Antalya   | 21 kwietnia | [ 8 ]       |
| 2026   | Brasília  | 12 kwietnia | [ 9 ]       |